# Coupe continentale de hockey sur glace 2010-2011
Navigation
Édition 2009-2010 Édition 2011-2012
La saison 2010-2011 est la 14e édition de la Coupe continentale de hockey sur glace. La Coupe continentale est la seule compétition au niveau européen cette saison. La Super Finale se déroule à Minsk en Biélorussie.

## Format de la saison
19 équipes venant de 19 pays prennent part à la Coupe continentale.
La compétition se divise en quatre phases de groupes. L'entrée en lice des équipes se fait selon le niveau de chacune.
Chaque groupe est composé de quatre équipes et est organisé par l'une d'entre elles. Il se déroule sous une formule de mini-championnat à rencontre simple. Seul le vainqueur de chaque groupe se qualifie pour le tour suivant.
Une victoire dans le temps règlementaire vaut 3 points, une victoire après une prolongation (mort subite) ou une séance de tirs au but 2 points, une défaite après une prolongation ou une séance de tirs au but 1 point, une défaite dans le temps règlementaire 0 point.

## Premier tour

### Groupe A
Le Groupe A se joue du 24 au 26 septembre 2010 à Jaca en Espagne. Il oppose le Club Hielo Jaca (Espagne), le HC Bat Yam (Israël) et le Ankara Üniversitesi SK (Turquie),. Le SC Energija (Lituanie), qui devant également prendre part au premier tour, doit déclarer forfait à la suite de l'arrêt des opérations de la compagnie aérienne prévue pour les transporter en Espagne.
| Place | Équipe                 | PJ      | V       | VP      | DP      | D       | BP      | BC      | +/-     | Pts     |
| ----- | ---------------------- | ------- | ------- | ------- | ------- | ------- | ------- | ------- | ------- | ------- |
| 1     | Club Hielo Jaca        | 2       | 2       | 0       | 0       | 0       | 22      | 1       | +21     | 6       |
| 2     | Ankara Üniversitesi SK | 2       | 1       | 0       | 0       | 1       | 9       | 11      | -2      | 3       |
| 3     | HC Bat Yam             | 2       | 0       | 0       | 0       | 2       | 4       | 23      | -19     | 0       |
| x     | SC Energija            | Forfait | Forfait | Forfait | Forfait | Forfait | Forfait | Forfait | Forfait | Forfait |

| 24 septembre 2010 21:00 | Club Hielo Jaca        | 15-0 (2-0, 7-0, 6-0) | HC Bat Yam             | Pabellón de Hielo, Jaca Affluence : 437 |
| 25 septembre 2010 21:00 | HC Bat Yam             | 4-8 (0-3, 1-3, 2-2)  | Ankara Üniversitesi SK | Pabellón de Hielo, Jaca Affluence : 250 |
| 26 septembre 2010 18:00 | Ankara Üniversitesi SK | 1-7 (1-4, 0-1, 0-2)  | Club Hielo Jaca        | Pabellón de Hielo, Jaca Affluence : 750 |

## Deuxième tour

### Groupe B
Le Groupe B se déroule du 22 au 24 octobre 2010 à Tilbourg aux Pays-Bas. Il oppose les Tilburg Trappers (Pays-Bas), le Kohtla-Järve Viru Sputnik (Estonie), le KS Cracovia (Pologne) et le Club Hielo Jaca (Espagne), vainqueur du Groupe A.
| Place | Équipe                    | PJ | V | VP | DP | D | BP | BC | +/- | Pts |
| ----- | ------------------------- | -- | - | -- | -- | - | -- | -- | --- | --- |
| 1     | KS Cracovia               | 3  | 3 | 0  | 0  | 0 | 24 | 6  | +18 | 9   |
| 2     | Kohtla-Järve Viru Sputnik | 3  | 2 | 0  | 0  | 1 | 13 | 16 | -3  | 6   |
| 3     | Tilburg Trappers          | 3  | 1 | 0  | 0  | 2 | 16 | 14 | +2  | 3   |
| 4     | Club Hielo Jaca           | 3  | 0 | 0  | 0  | 3 | 6  | 23 | -17 | 0   |

| 22 octobre 2010 16:00 | KS Cracovia               | 9-1 (1-0, 4-0, 4-1)  | Kohtla-Järve Viru Sputnik | IJssportcentrum, Tilbourg Affluence :       |
| 22 octobre 2010 20:00 | Tilburg Trappers          | 8-2 (2-1, 3-0, 3-1)  | Club Hielo Jaca           | IJssportcentrum, Tilbourg Affluence : 1 000 |
| 23 octobre 2010 15:00 | KS Cracovia               | 10-1 (2-0, 5-1, 3-0) | Club Hielo Jaca           | IJssportcentrum, Tilbourg Affluence : 600   |
| 23 octobre 2010 19:00 | Kohtla-Järve Viru Sputnik | 7-4 (5-1, 0-2, 2-1)  | Tilburg Trappers          | IJssportcentrum, Tilbourg Affluence : 900   |
| 24 octobre 2010 14:00 | Tilburg Trappers          | 4-5 (0-0, 2-1, 2-4)  | KS Cracovia               | IJssportcentrum, Tilbourg Affluence : 1 000 |
| 24 octobre 2010 18:00 | Club Hielo Jaca           | 3-5 (2-1, 0-2, 1-2)  | Kohtla-Järve Viru Sputnik | IJssportcentrum, Tilbourg Affluence : 200   |

### Groupe C
Le Groupe C se déroule du 22 au 24 octobre 2010 à Maribor en Slovénie. Il oppose le HDK Stavbar Maribor (Slovénie), le Dunaújvárosi Acélbikák (Hongrie), le SC Miercurea-Ciuc (Roumanie) et le Sary Arka Karaganda (Kazakhstan).
| Place | Équipe                 | PJ | V | VP | DP | D | BP | BC | +/- | Pts |
| ----- | ---------------------- | -- | - | -- | -- | - | -- | -- | --- | --- |
| 1     | SC Miercurea-Ciuc      | 3  | 2 | 0  | 0  | 1 | 14 | 11 | +3  | 6   |
| 2     | Sary Arka Karaganda    | 3  | 2 | 0  | 0  | 1 | 16 | 6  | +10 | 6   |
| 3     | HDK Stavbar Maribor    | 3  | 1 | 0  | 0  | 2 | 8  | 16 | -8  | 3   |
| 4     | Dunaújvárosi Acélbikák | 3  | 1 | 0  | 0  | 2 | 7  | 12 | -5  | 3   |

| 22 octobre 2010 15:30     | Sary Arka Karaganda    | 7-0 (3-0, 2-0, 2-0) | Dunaújvárosi Acélbikák | Ledna dvorana Tabor, Maribor Affluence : 370 |
| 22 octobre 2010 19:00     | HDK Stavbar Maribor    | 3-8 (1-3, 1-4, 1-1) | SC Miercurea-Ciuc      | Ledna dvorana Tabor, Maribor Affluence : 490 |
| 23 octobre 2010 15:30     | SC Miercurea-Ciuc      | 4-3 (3-2, 0-0, 1-1) | Sary Arka Karaganda    | Ledna dvorana Tabor, Maribor Affluence : 350 |
| 23 octobre 2010 19:00     | Dunaújvárosi Acélbikák | 2-3 (2-2, 0-0, 0-1) | HDK Stavbar Maribor    | Ledna dvorana Tabor, Maribor Affluence : 555 |
| 24 octobre 2010 15:30     | Dunaújvárosi Acélbikák | 5-2 (1-0, 1-0, 3-2) | SC Miercurea-Ciuc      | Ledna dvorana Tabor, Maribor Affluence : 370 |
| 24 octobre 2010 19:00 Uhr | HDK Stavbar Maribor    | 2-6 (0-2, 2-2, 0-2) | Sary Arka Karaganda    | Ledna dvorana Tabor, Maribor Affluence : 570 |

## Troisième tour

### Groupe D
Le Groupe D se déroule du 26 au 28 novembre 2010 à Rouen en France. Il oppose le Rouen HE 76 (France), le Coventry Blaze (Royaume-Uni), le Liepājas Metalurgs (Lettonie) et le KS Cracovia Kraków (Pologne), vainqueur du Groupe B.
| Place | Équipe             | PJ | V | VP | DP | D | BP | BC | +/- | Pts |
| ----- | ------------------ | -- | - | -- | -- | - | -- | -- | --- | --- |
| 1     | Rouen HE 76        | 3  | 2 | 0  | 1  | 0 | 12 | 6  | +6  | 7   |
| 2     | Coventry Blaze     | 3  | 2 | 0  | 0  | 1 | 15 | 9  | +6  | 6   |
| 3     | KS Cracovia Kraków | 3  | 1 | 1  | 0  | 1 | 10 | 12 | -2  | 5   |
| 4     | Liepājas Metalurgs | 3  | 0 | 0  | 0  | 3 | 7  | 17 | -10 | 0   |

| 26 novembre 2010 16:30      | Coventry Blaze     | 6-1 (3-0; 3-0; 0-1)         | Liepājas Metalurgs | Île Lacroix, Rouen Affluence : 1 291 |
| 26 novembre 2010 20:00      | Rouen HE 76        | 1-2 ap (0-1; 1-0; 0-0; 0-1) | KS Cracovia        | Île Lacroix, Rouen Affluence : 1 991 |
| 27 novembre 2010 16:30      | KS Cracovia        | 1-6 (0-1; 1-3; 0-2)         | Coventry Blaze     | Île Lacroix, Rouen Affluence :       |
| 27 novembre 2010 20:00      | Liepājas Metalurgs | 1-4 (1-1; 0-3; 0-0)         | Rouen HE 76        | Île Lacroix, Rouen Affluence : 2 528 |
| 28 novembre 2010date- 16:00 | KS Cracovia        | 7-5 (3-0; 4-2; 0-3)         | Liepājas Metalurgs | Île Lacroix, Rouen Affluence : 1 755 |
| 28 novembre 2010 19:30      | Rouen HE 76        | 7-3 (3-2; 3-1; 1-0)         | Coventry Blaze     | Île Lacroix, Rouen Affluence : 2 747 |

### Groupe E
Le Groupe E se déroule du 26 au 28 novembre 2010 à Asiago en Italie. Il oppose l'HC Asiago (Italie), le SønderjyskE Ishockey (Danemark), le HK Sokol Kiev (Ukraine) et le SC Miercurea-Ciuc (Roumanie), vainqueur du Groupe C.
| Place | Équipe               | PJ | V | VP | DP | D | BP | BC | +/- | Pts |
| ----- | -------------------- | -- | - | -- | -- | - | -- | -- | --- | --- |
| 1     | SønderjyskE Ishockey | 3  | 2 | 1  | 0  | 0 | 12 | 8  | +4  | 8   |
| 2     | HC Asiago            | 3  | 1 | 1  | 1  | 0 | 13 | 8  | +5  | 6   |
| 3     | HK Sokol Kiev        | 3  | 1 | 0  | 1  | 1 | 12 | 11 | +1  | 4   |
| 4     | SC Miercurea-Ciuc    | 3  | 0 | 0  | 0  | 3 | 8  | 18 | -10 | 0   |

| 26 novembre 2010 17:00 | SønderjyskE Ishockey | 5-3 (1-1; 4-1; 0-1)               | SC Miercurea-Ciuc    | Stadio Odegar, Asiago Affluence : 400   |
| 26 novembre 2010 20:30 | HC Asiago            | 4-3 tab (1-0; 2-1; 0-2; 0-0; 1-0) | HK Sokol Kiev        | Stadio Odegar, Asiago Affluence : 1 100 |
| 27 novembre 2010 17:00 | HK Sokol Kiev        | 2-3 (0-0; 2-1; 0-2)               | SønderjyskE Ishockey | Stadio Odegar, Asiago Affluence : 500   |
| 27 novembre 2010 20:30 | HC Asiago            | 6-1 (3-0; 1-0; 2-1)               | SC Miercurea-Ciuc    | Stadio Odegar, Asiago Affluence : 1 500 |
| 28 novembre 2010 17:00 | SC Miercurea-Ciuc    | 4-7 (1-2; 0-3; 3-2)               | HK Sokol Kiev        | Stadio Odegar, Asiago Affluence : 300   |
| 28 novembre 2010 20:30 | SønderjyskE Ishockey | 4-3 tab (0-1; 1-0; 2-2; 0-0; 1-0) | HC Asiago            | Stadio Odegar, Asiago Affluence : 1 700 |

## Super Finale
La Super Finale se déroule du 14 au 16 janvier 2011 à Minsk en Biélorussie. Elle oppose le HK Iounost Minsk (Biélorussie), le EC Red Bull Salzbourg (Autriche) et le Rouen HE 76 (France), vainqueur du Groupe D, et le SønderjyskE Ishockey, vainqueur du Groupe E.
| Place | Équipe                | PJ | V | VP | DP | D | BP | BC | +/- | Pts |
| ----- | --------------------- | -- | - | -- | -- | - | -- | -- | --- | --- |
| 1     | HK Iounost Minsk      | 3  | 3 | 0  | 0  | 0 | 10 | 6  | +4  | 9   |
| 2     | EC Red Bull Salzbourg | 3  | 2 | 0  | 0  | 1 | 12 | 7  | +5  | 6   |
| 3     | SønderjyskE Ishockey  | 3  | 1 | 0  | 0  | 2 | 6  | 7  | -1  | 3   |
| 4     | Rouen hockey élite 76 | 3  | 0 | 0  | 0  | 3 | 5  | 13 | -8  | 0   |

Tous les horaires sont locaux (UTC+2)
| 14 janvier 2011 | EC Red Bull Salzbourg | 6-1 (2-1, 1-0, 3-0) | Rouen HE 76 | Minsk-Arena, Minsk 4 200 spectateurs |

| Feuille de match | Feuille de match | Feuille de match            | Feuille de match                                           | Feuille de match                                           |
| ---------------- | --- | --------------------------- | ---------------------------------------------------------- | ---------------------------------------------------------- |
|                  | R. Duncan (R. Abid, D. Lynch) - 1 min 11 s A. Lakos (M. Trattnig, M. Pewal) (SN) - 3 min 2 s D. Welser (R. Abid, R. Duncan) - 34 min 33 s R. Duncan (R. Abid, D. Welser) - 43 min 14 s S. Heshka (R. Duncan, T. Koch) - 45 min 18 s M. Schiechl (K. Puschnik) - 45 min 45 s | 1-0 2-0 2-1 3-1 4-1 5-1 6-1 | 14 min 15 s - C. Mallette (J. Desrosiers, J. Olsson) (SN2) | Arbitrage : MM. Konc et Polak MM. Dedioulia et Shabunevich |
| Reinhar Divis    | Gardiens | Fabrice Lhenry              |                                                            | Arbitrage : MM. Konc et Polak MM. Dedioulia et Shabunevich |
| 16 min           | Pénalités | 16 min                      |                                                            | Arbitrage : MM. Konc et Polak MM. Dedioulia et Shabunevich |
| 37               | Tirs | 21                          |                                                            | Arbitrage : MM. Konc et Polak MM. Dedioulia et Shabunevich |

| 14 janvier 2011 | HK Iounost Minsk | 2-1 (1-0, 1-1, 0-0) | SønderjyskE Ishockey | Minsk-Arena, Minsk 8 810 spectateurs |

| Feuille de match | Feuille de match                                                                          | Feuille de match | Feuille de match                                  | Feuille de match                                            |
| ---------------- | ----------------------------------------------------------------------------------------- | ---------------- | ------------------------------------------------- | ----------------------------------------------------------- |
|                  | S. Zadelenov (V. Klochkov) - 18 min 50 s A. Kitarov (Y. Chupris, A. Bashko) - 26 min 36 s | 1-0 2-0 2-1      | 37 min 55 s - C. Kjaergaard (S. Frank, M. Jensen) | Arbitrage : MM. Laaksonen et Ravodin MM. Blumel et Semionov |
| Mika Oksa        | Gardiens                                                                                  | Alfie Michaud    |                                                   | Arbitrage : MM. Laaksonen et Ravodin MM. Blumel et Semionov |
| 2 min            | Pénalités                                                                                 | 8 min            |                                                   | Arbitrage : MM. Laaksonen et Ravodin MM. Blumel et Semionov |
| 30               | Tirs                                                                                      | 22               |                                                   | Arbitrage : MM. Laaksonen et Ravodin MM. Blumel et Semionov |

| 15 janvier 2011 | Rouen HE 76 | 2-4 (1-0, 1-2, 0-2) | HK Iounost Minsk | Minsk-Arena, Minsk 7 800 spectateurs |

| Feuille de match | Feuille de match                                                                     | Feuille de match        | Feuille de match | Feuille de match                                           |
| ---------------- | ------------------------------------------------------------------------------------ | ----------------------- | --- | ---------------------------------------------------------- |
|                  | C. Mallette (J. Desrosiers) - 18 min 41 s A. Rech (J. Janil, D. Babka) - 24 min 28 s | 1-0 1-1 2-1 2-2 2-3 2-4 | 22 min 28 s - A. Baranov (A. Stepanov, M. Slych) (SN) 25 min 37 s - A. Senkevich (S. Yerovich, V. Klochkov) 50 min 47 s - A. Ryadinski (A. Baranov, O. Shafarenko) 51 min 20 s - O. Tymchenko (O. Materukhin, A. Borovkov) | Arbitrage : MM. Polak et Zehetleitner MM. Lyth et Semionov |
| Fabrice Lhenry   | Gardiens                                                                             | Mika Oksa               | | Arbitrage : MM. Polak et Zehetleitner MM. Lyth et Semionov |
| 26 min           | Pénalités                                                                            | 10 min                  | | Arbitrage : MM. Polak et Zehetleitner MM. Lyth et Semionov |
| 22               | Tirs                                                                                 | 35                      | | Arbitrage : MM. Polak et Zehetleitner MM. Lyth et Semionov |

| 15 janvier 2011 | EC Red Bull Salzbourg | 3-2 (2-1, 1-1, 0-0) | SønderjyskE Ishockey | Minsk-Arena, Minsk 4 200 spectateurs |

| Feuille de match | Feuille de match | Feuille de match    | Feuille de match                                                                         | Feuille de match                                           |
| ---------------- | --- | ------------------- | ---------------------------------------------------------------------------------------- | ---------------------------------------------------------- |
|                  | S. Regier (D. Bois) (SN) - 9 min 15 s R. Abid (D. Welser, R. Duncan) (SN) - 11 min 8 s R. Abid (D. Lynch) (SN) - 38 min 25 s | 1-0 2-0 2-1 2-2 3-2 | 13 min 58 s - D. Vanballegooie (M. Jensen, N. Carlsen) 35 min 57 s - M. Lund (M. Jensen) | Arbitrage : MM. Konc et Ravodin MM. Dedoulia et Matskevich |
| Reinhar Divis    | Gardiens | Alfie Michaud       |                                                                                          | Arbitrage : MM. Konc et Ravodin MM. Dedoulia et Matskevich |
| 10 min           | Pénalités | 14 min              |                                                                                          | Arbitrage : MM. Konc et Ravodin MM. Dedoulia et Matskevich |
| 37               | Tirs | 15                  |                                                                                          | Arbitrage : MM. Konc et Ravodin MM. Dedoulia et Matskevich |

| 16 janvier 2011 | SønderjyskE Ishockey | 3-2 (0-0, 1-1, 2-1) | Rouen HE 76 | Minsk-Arena, Minsk 3 850 spectateurs |

| Feuille de match | Feuille de match                                                                                   | Feuille de match    | Feuille de match                                                                                             | Feuille de match                                                    |
| ---------------- | -------------------------------------------------------------------------------------------------- | ------------------- | --- | ------------------------------------------------------------------- |
|                  | J. Guerriero (TF) - 31 min N. Carlsen - 41 min 25 s K. Lykkeskov (J. Guerriero) (SN) - 54 min 46 s | 0-1 1-1 2-1 3-1 3-2 | 28 min 55 s - I. Salmivirta (J. Desrosiers, C. Mallette) (SN2) 56 min 4 s - M. Brunelle (J. Desrosiers) (SN) | Arbitrage : MM. Polak et Zehetleitner MM. Matskevich et Shabunevich |
| Alfie Michaud    | Gardiens                                                                                           | Fabrice Lhenry      | | Arbitrage : MM. Polak et Zehetleitner MM. Matskevich et Shabunevich |
| 16 min           | Pénalités                                                                                          | 20 min              | | Arbitrage : MM. Polak et Zehetleitner MM. Matskevich et Shabunevich |
| 34               | Tirs                                                                                               | 19                  | | Arbitrage : MM. Polak et Zehetleitner MM. Matskevich et Shabunevich |

| 16 janvier 2011 | HK Iounost Minsk | 4-3 (3-1, 1-0, 0-2) | EC Red Bull Salzbourg | Minsk-Arena, Minsk 14 550 spectateurs |

| Feuille de match | Feuille de match | Feuille de match            | Feuille de match                                                                        | Feuille de match                                        |
| ---------------- | --- | --------------------------- | --------------------------------------------------------------------------------------- | ------------------------------------------------------- |
|                  | A. Borovkov (O. Materukhin) (IN) - 2 min 46 s A. Stepanov - 8 min 37 s A. Bashko (O. Materukhin, O. Tymchenko) (SN) - 18 min 3 s A. Kitarov (A. Stepanov, M. Slych) - 27 min 23 s | 1-0 2-0 3-0 3-1 4-1 4-2 4-3 | 18 min 49 s - R. Duncan (TF) 47 min 21 s - S. Regier (D. Welser) 55 min 10 s - D. Lynch | Arbitrage : MM. Laaksonen et Ravodin MM. Blumel et Lyth |
| Mika Oksa        | Gardiens | Reinhar Divis               |                                                                                         | Arbitrage : MM. Laaksonen et Ravodin MM. Blumel et Lyth |
| 12 min           | Pénalités | 16 min                      |                                                                                         | Arbitrage : MM. Laaksonen et Ravodin MM. Blumel et Lyth |
| 22               | Tirs | 27                          |                                                                                         | Arbitrage : MM. Laaksonen et Ravodin MM. Blumel et Lyth |

### Meilleurs joueurs
- Meilleur gardien de but : Mika Oksa (HK Iounost Minsk)
- Meilleur défenseur : Dustin VanBallegooie (SønderjyskE Ishockey)
- Meilleur attaquant : Ryan Duncan (EC Red Bull Salzbourg)
- Meilleur pointeur : Ryan Duncan (EC Red Bull Salzbourg), 6 pts

Équipe d'étoiles
- Gardien de but : Mika Oksa (HK Iounost Minsk)
- Défenseur : Alexei Baranov (HK Iounost Minsk)
- Défenseur : Dustin VanBallegooie (SønderjyskE Ishockey)
- Ailier gauche : Ramzi Abid (EC Red Bull Salzbourg)
- Centre : Carl Mallette (Rouen Hockey Élite 76)
- Ailier droit : Ryan Duncan (EC Red Bull Salzbourg)

### Effectif vainqueur
| Vainqueur de la Coupe continentale HK Iounost Minsk | Gardiens de but : Maksim Malioutine, Mika Oksa Défenseurs : Alekseï Baranov, Andreï Bachko, Alekseï Deniskine, Andreï Karev, Aleksandr Riadinski, Sergueï Cheleg, Ivan Oussenko, Sergueï Ierkovitch Attaquants : Aleksandr Borovkov, Iaroslav Tchoupris, Aleksandr Kitarov, Vladislav Klochkov, Oleksandr Materoukhine, Artiom Senkevitch, Oleg Chafarenko, Maksim Slych, Andreï Stepanov, Oleg Tymchenko, Siarheï Zadzialionaw, Kanstantsin Zakharaw Entraîneur : Mikhail Zakharaw |